# Enicospilus antefurcalis
Enicospilus antefurcalis là một loài tò vò trong họ Ichneumonidae.